# Asterix en de Vikingen
Asterix en de Vikingen (Astérix et les Vikings) is een animatiefilm uit 2006 gebaseerd op de Asterix-stripreeks. De film is geproduceerd in Frankrijk en Denemarken. De film is gebaseerd op de strip Asterix en de Noormannen, maar wijkt op bepaalde punten duidelijk af van deze strip. In Nederland verscheen de film in een nagesynchroniseerde versie.

## Verhaal
Aan het begin van de film zijn de Vikingen nogal depressief: bij iedere overval die ze plegen is bij hun aankomst iedereen al gevlucht. Cryptograf, adviseur van Vikingkoning Timdahaf, beweert dat hun slachtoffers altijd weten te ontkomen omdat “angst vleugels geeft”. Timandahaf komt met de conclusie dat ze een “kampioen in angst” moeten vinden die hen kan leren hoe ze bang moeten zijn zodat ze zelf ook kunnen leren vliegen. Hij zal “alles” geven aan de persoon die hem zo’n angstkampioen kan brengen. Dit geeft Cryptograf een idee om de macht te grijpen. Hij zegt zijn leider dat ze in Gallië zeker zo iemand zullen vinden.
Intussen in Gallië kondigt Heroïx de komst van zijn neefje Hippix aan, die naar het Gallische dorp is gestuurd door Heroïx’ broer opdat de dorpelingen van Hippix een man kunnen maken. Hippix arriveert niet veel later, en al snel blijkt hij inderdaad niet een krijger te zijn. Hij gebruikt zijn vogel SMS (Shortmessageservix) om berichten te sturen naar zijn “vriendinnen”. Verder lijkt Hippix veel af te weten van het nachtleven, en is hij (tot teleurstelling van Obelix) een vegetariër.
In IJsland vertrekken de Vikingen voor hun zoektocht naar een lafaard. Abba, de dochter van Timandahaf, staat erop dat ze mee mag naar Gallië, maar haar vader weigert. Ze vermomt zich als een man en gaat zo toch mee.
In Gallië begint de training van Hippix onder toezicht van Asterix en Obelix. De training is niet bepaald succesvol, daar Hippix een lafaard blijkt te zijn die bij het minste teken van gevaar al gillend wegvlucht. Ook weigert hij toverdrank te drinken. Op dat moment arriveren ook de Vikingen. Cryptograf vertelt zijn domme zoon Olaf dat hij koste wat kost een lafaard moet vangen. Daar Timandahaf alles zal geven aan de persoon die hem een lafaard brengt, kan Olaf dan de hand van Abba eisen. Omdat Timandahaf geen zoon heeft, zal Olaf dan automatisch de troonopvolger worden.
Hippix wordt gevangen door Olaf en meegenomen naar IJsland. Asterix en Obelix gaan hem achterna. Ze moeten Hippix terughalen vóór de eerstvolgende volle maan, omdat dan Hippix’ vader naar het Gallische dorp zal komen. Ze arriveren kort na de Vikingen in IJsland, maar kunnen Hippix niet redden. Hij wil namelijk niet vertrekken omdat hij de Vikingen (vooral Abba) als zijn vrienden ziet. Nadat Asterix en Obelix vertrekken, besluiten de Vikingen Hippix’ vliegkunsten uit te testen door hem van een klif te gooien. In het geheim bevestigt Cryptograf vooraf een touw aan Hippix. In het mistige weer valt dit touw niet op, en denken de Vikingen dat Hippix werkelijk vliegt.
Timandahaf moet nu zijn belofte nakomen en Olaf met Abba laten trouwen. De Vikingen gaan allemaal naar de trouwerij, en laten Hippix achter. Hij wordt door Asterix en Obelix gered voordat het touw breekt. Op de terugreis naar Gallië drinkt Hippix stiekem wat toverdrank van Asterix, zwemt terug naar IJsland, en stopt de bruiloft. Van het zeil en de mast van het Vikingschip maakt hij een hangglider en gebruikt deze om Abba te redden.
Hippix, Abba, Asterix en Obelix keren allemaal terug naar Gallië, waar Hippix en Abba zelf trouwen. De Vikingen die hen achterna zijn gereisd komen eindelijk te weten wat angst werkelijk is wanneer Kakofonix een van zijn ballades begint te zingen.

## Rolverdeling

### Franse versie
| Acteur          | Personage        |
| --------------- | ---------------- |
| Roger Carel     | Asterix / Idéfix |
| Jacques Frantz  | Obelix           |
| Lorànt Deutsch  | Hippix           |
| Sara Forestier  | Abba             |
| Marc Alfos      | Grossebaf        |
| Pierre Palmade  | Cryptograf       |
| Marion Game     | Bonemine         |
| Pierre Tchernia | Verteller        |

### Nederlandse versie
| Acteur           | Personage |
| ---------------- | --------- |
| Luk Wyns         | Asterix   |
| Jan Van Looveren | Obelix    |
| Jim Bakkum       | Hippix    |
| Marlies Somers   | Abba      |

## Achtergrond

### Geschiedenis
Na het succes van de twee live-action Asterix-films kwam het Franse tv-netwerk M6 met het idee voor een Asterix televisieserie. Albert Uderzo was echter tegen dit idee. Wel gaf hij toestemming voor een nieuwe Asterix-animatiefilm.
Uderzo was aanvankelijk niet zeker wie hij toestemming zou geven voor deze film. Zijn keuze viel uiteindelijk op A. Film, een Deens bedrijf, omdat hij onder de indruk was van hun film Help! I'm a Fish.
De film zelf werd geheel met de hand getekend, en er kwam vrijwel geen computeranimatie aan te pas.
Net als Asterix in Amerika werd de film eerst opgenomen met Engelse stemmen, en daarna pas met de Franse.
De titelsong van de Nederlandstalige versie was Dapper en sterk van Jim Bakkum.

### Plot
De film is grotendeels gebaseerd op de strip Asterix en de Noormannen, maar er zitten wel wat verschillen tussen de film en de strip:
- In de strip komen Olaf en Abba niet voor.
- In de strip wordt Hippix niet meegenomen door de Vikingen, maar in Gallië zelf door hen vastgehouden.
- De strip bevat geen referenties naar moderne technologie zoals sms.
- In de strip wordt niets vermeld over dat Hippix vegetariër is, en drinkt hij ook geen toverdrank.
- Een grote subplot uit de strip is geheel weggelaten uit de film: de vriendschap tussen Hippix en Kakofonix die er in de strip toe leidt dat Kakofonix bijna het dorp verlaat om in Lutetia zijn geluk te zoeken.

Verder gebruikt de film ook een paar plotelementen uit andere Asterix-strips:
- Het Vikingdorp in IJsland vertoont sterke overeenkomsten met het Vikingdorp dat Asterix en Obelix bezochten in De grote oversteek.
- De scène waarin Asterix en Obelix zich verkleden als Vikingen, en Obelix hierover de slappe lach krijgt is gelijk aan een scène uit Asterix en de Goten waarin het duo zich als Romeinen vermomt.
- Het personage Cryptograf lijkt sterk op de ziener uit het gelijknamige album.
- De scène waarin de Galliërs voor Hippix’ vermaak een Romeins kamp aanvallen is gelijk aan hoe ze in Asterix op Corsica een Romeins kamp aanvielen.

### Succes
In Nederland bracht de film € 361,747. op.

## Trivia
- Fly, een van de personages uit Help! I'm a Fish, heeft een cameo in deze film als een van de vissen in Kostunrix' winkel.
- Coriza, een personage uit het geschenk van Caesar, heeft eveneens een paar cameo’s in de film.